# الکساندر ساپریکین
الکساندر ساپریکین (روسی: Александр Михайлович Сапрыкин؛ ۲۸ ژوئیهٔ ۱۹۴۶ – ۴ مهٔ ۲۰۲۱) بازیکن والیبال اهل روسیه بود.